# Stade Bollaert-Delelis
O Stade Bollaert-Delelis é um estádio localizado em Lens, na França. É a casa do time de futebol RC Lens e pode abrigar até 38 223 espectadores segundo o site oficial do clube de futebol RC Lens.

## História

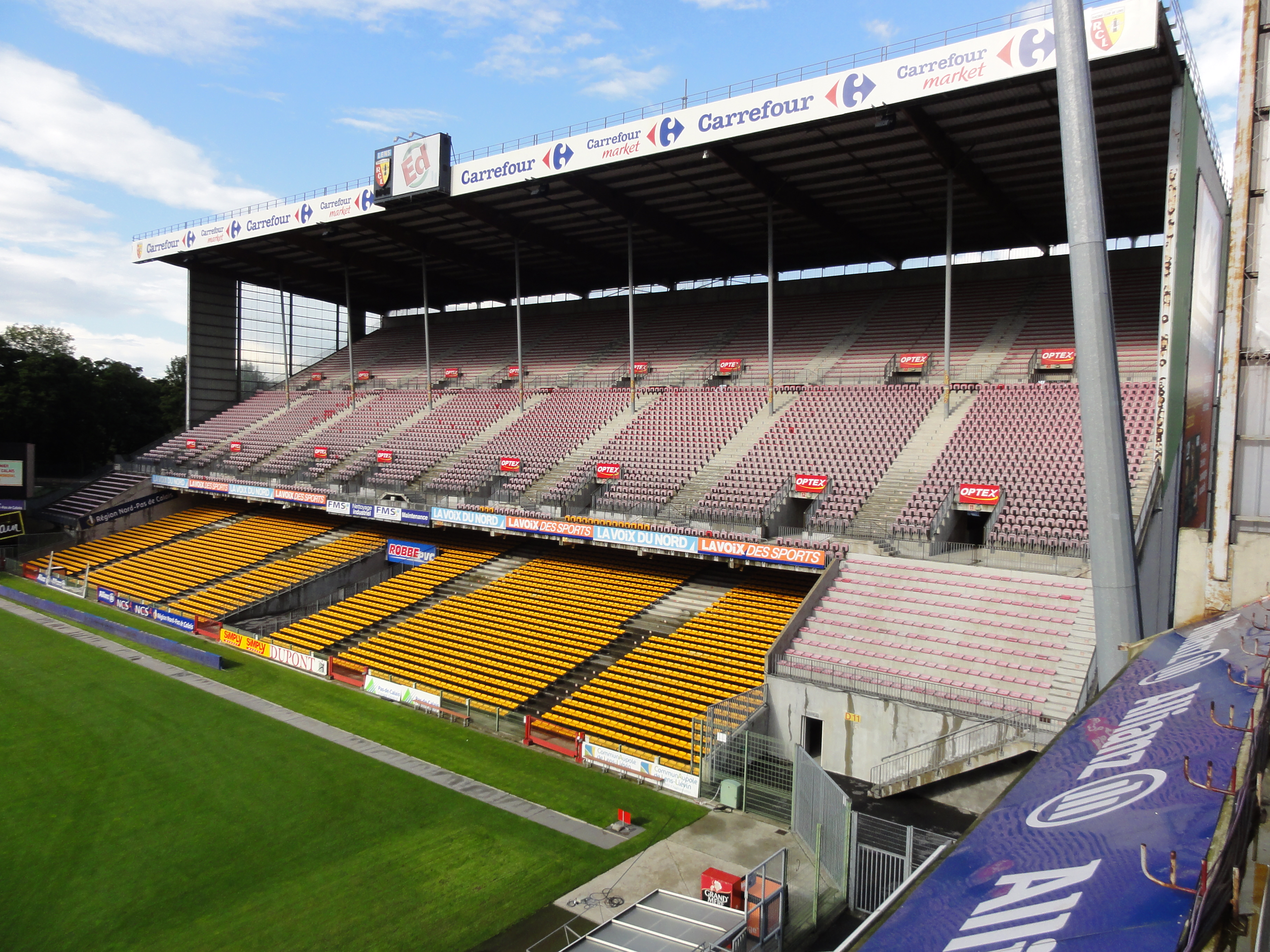
Estádio Stade Félix-Bollaert do Lens.

Construído em 1932, leva o nome do diretor comercial da empresa mineira de Lens, Félix Bollaert, que incentivou o início dos clubes de futebol da cidade.
Foi reformado para a Copa do Mundo de 1998, quando recebeu seis partidas, incluindo um jogo das Oitavas de Final entre França e Paraguai, que terminou 1 a 0 para os donos-da-casa, com o gol de ouro.
O estádio (único em estilo inglês na França) é motivo de orgulho na pequena cidade. O estádio possui capacidade próxima a da população da cidade de Lens (36 206 habitantes).
O estádio recebeu partidas da Eurocopa 1984, e das Copas do Mundo de Rugby de 1999 e 2007.
O estádio foi um dos escolhidos para receber jogos do Campeonato Europeu de Futebol de 2016, onde foi contemplado com 3 jogos da fase de grupos e um jogo das oitavas-de-final.